# Corrida concours

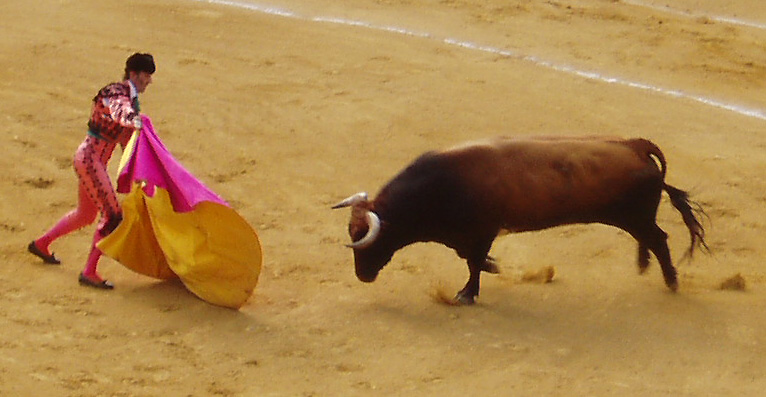
Accueil du taureau à la sortie du toril par Juan José Padilla

Une corrida concours est une forme de course de taureaux. Elle diffère d'une corrida classique dans la mesure où elle est à la fois un concours de ganaderías  en même temps qu'une prestation de matadors. Elle comprend le plus souvent six élevages différents mais, plus rarement, peut n'en comporter que trois. Elle est identique dans son déroulement à une corrida classique, avec le même nombre de tercios et les mêmes protagonistes, la vedette étant  le taureau et l'élevage, dont la renommée dépend beaucoup de ces corridas.  

## Description
Lorsque la corrida concours ne présente que trois élevages, le protocole de sortie du toril dépend de l'ancienneté de chaque élevage, c'est-à-dire de la date de sa première présentation à Madrid.
L'ordre de sortie diffère selon qu'un ganadero présente un nombre pair ou impair de taureaux. Lorsque le nombre est pair, c'est celui de la plus ancienne ganadería qui sort en premier. Lorsqu'il est impair, après la sortie des trois premiers taureaux, c'est au matador de choisir l'ordre de sortie des bêtes suivantes.
La véritable corrida concours comporte presque toujours six ganaderías où chaque éleveur présente un taureau de son élevage. C'est un cartel difficile à monter car la plupart des éleveurs sont réticents à y participer. Ils savent qu'ils prennent le risque d'avoir un animal qui se comporte mal alors que leur honneur, leur renommée sont en jeu face à leurs concurrents.
Par ailleurs, quand les six élevages sont enfin réunis, il faut trouver les matadors qui veulent bien les affronter, ce qui n'est pas facile, chaque matador ayant ses préférences. La véritable vedette de ces spectacles reste néanmoins le taureau : le meilleur élevage se voit décerner un prix très estimé. Les matadors sont engagés pour leurs capacités à faire ressortir les qualités des différents animaux.
Ce type de corrida est plus rare que la corrida classique. Il est surtout apprécié par les aficionados toristas, c'est-à-dire qui apprécient les combats contre les taureaux durs.

## Les principaux lieux
Un des principaux rendez-vous des corridas concours était autrefois Jerez de la Frontera, ce qui n'est plus le cas d'après la Fédération des sociétés taurines de France.
Le 23 avril 2012, la corrida concours de Saragosse réunissait les ganaderias de Ana Romero, Juan Luis Fraile, Guardiola (élevage de taureaux)-Fantoni, Torrestrella, José Luis Osborne et Adelaida Rodriguez.
En France, les corridas concours sont organisées principalement à Vic-Fezensac chaque année lors de la feria de Pentecôte, ainsi qu'en août. On y attribue le prix du meilleur taureau et le prix du meilleur picador. Elles intéressent surtout les aficionados toristas, c'est-à-dire amateurs de combats avec des taureaux durs et qui donnent la préférence au taureau.
Elles sont aussi organisées à Arles. Le 9 septembre 2012, 6 élevages étaient en compétition : Carriquiri, Concha y Sierra, Penajara, Jose Escolar, Adelaida Rodriguez, Robert Margé avec les matadors Domingo López Cháves réputé pour ses affrontements avec les taureaux durs, Javier Castaño qui a triomphé à Nîmes seul devant six Miuras, Iván García réputé aussi pour ses combats avec les Miuras.